# Vénus aveugle
Pour plus de détails, voir Fiche technique et Distribution.
Vénus aveugle est un film français réalisé par Abel Gance et sorti en 1941.

## Synopsis
Clarisse, retoucheuse de cliché mais aussi modèle et chanteuse dans un beuglant, Le Bouchon rouge, sous le nom de Vénus, partage la vie de l’odieux Madère, propriétaire d'un vieux bateau, le Tapageur, qu'il tente de remettre à flot avec son ami Ulysse, un illusionniste. Le Tapageur et le portrait de Clarisse sur les étuis de cigarettes Vénus seront les fils rouges du film.
Quand elle se rend, tardivement, chez l'ophtalmologiste, ce dernier lui révèle qu'elle est en train de devenir aveugle. Elle décide d'éloigner Madère, en lui faisant croire qu'elle l'a trompé. Celui-ci se résout, par dépit, à partir pour un voyage au long cours. Clarisse apprend qu'elle attend un enfant et veut qu'il vive avec son père, mais Madère est déjà loin.
Un an plus tard, elle l’attend au port avec Violette, son bébé, mais le voit débarquer avec sa nouvelle épouse, qui s’avérera enceinte. Clarisse, qui doit chanter de nouveau, perd Violette. À l’église, l’enterrement de Violette croise le baptême de la fille de Madère, qui ne sait rien. Lorsque celui-ci tente de la revoir, brisée, elle le chasse et s’en va chanter :

« Je vous déteste, les hommes

Toujours, toujours pour vous nous sommes

L'éternelle bête de somme

Depuis l'éternité… »

sous les tonnerres d'applaudissements de ses admirateurs.
À peine cette chanson terminée, elle constate qu’elle a complètement perdu la vue. L’illusionniste Ulysse imagine un plan : Madère doit venir lui rendre le bonheur, sous un faux nom, celui de François de Rupière. Madère, que sa femme quitte alors, désespéré d’apprendre que c’est sa fille qui est morte et que Clarisse est aveugle, accepte de s’y prêter : de Rupière s’avère un anti-Madère, aimable et prévenant : avec sa présence et celle de sa fille, Clarisse parvient enfin à faire le deuil de la sienne.
Tous ses proches se mettent sous la direction d’Ulysse au travail, comme au cinéma, pour lui monter une croisière autour du monde… sur le Tapageur immobile. Clarisse rayonnante revit. Madère-de Rupière se prend au jeu et fait remettre le Tapageur en état pour que la croisière devienne réelle.
Clarisse voit alors « par le cœur » que Madère et de Rupière ne font qu’un et, sur le Tapageur quittant enfin le port, l’amour triomphe, « et ça finit comme ça commence ».

## Fiche technique
- Réalisation : Abel Gance, assisté d'Edmond T. Gréville
- Scénario : Abel Gance, Steve Passeur
- Décors : Paul Bertrand, Henri Mahé
- Photographie : Henri Alekan, Léonce-Henri Burel, Tahar Hannache
- Musique : Raoul Moretti
- Lieux de tournage : Studios de la Victorine à Nice[1]
- Montage : Andrée Danis
- Production : Jean-Jack Meccati
- Société de production : Société France Nouvelle
- Format : Noir et blanc - 1,37:1 - 35 mm - Son mono
- Genre : Drame
- Durée : 140 minutes
- Dates de sortie : 
  - France : 20 septembre 1941, à Vichy, en zone libre
  - France : 1943 en zone occupée du fait de la censure allemande

## Distribution
- Viviane Romance : Clarisse
- Georges Flamant : Madère
- Henri Guisol : Ulysse
- Lucienne Le Marchand : Gisèle
- Jean Aquistapace : Indigo
- Mary-Lou : Mireille
- Adrien Caillard
- Philippe Grey : l'officier
- Gérard Landry : Gazul
- Géo Lecomte : le quartier-maître
- Marion Malville : Marceline
- Jean-François Martial : un ami
- Jean-Jack Meccati : l'admirateur
- Marcel Millet : Goutare
- Micheline Promeyrat
- Roland Pégurier : le mousse
- Marc Raymondun
- Renée Renay : la chanteuse
- Rocca : le chanteur
- Georges Térof : un ami

## Autour du film
Le film est dédié par Abel Gance au maréchal Pétain (voir le paragraphe « Seconde Guerre mondiale » de l'article sur Abel Gance). En dehors de la volonté d'Abel Gance de se faire retirer de la « liste juive », d'autres motivations ont été évoquées :

« … il n’est peut-être pas si évident de parler de pétainisme à propos des opinions politiques d’Abel Gance pendant la Seconde Guerre mondiale. Cette sympathie, passagère mais réelle, pour Pétain est peut-être davantage à mettre sur le compte d’un maréchalisme que d’un véritable pétainisme pour reprendre des distinctions maintenant habituelles. Gance demeure légitimiste et, surtout, il adhère au mythe du Maréchal vainqueur de Verdun qui a fait le “don de sa personne à la France”. La dédicace au chef de l’État est ainsi davantage marquée par un intérêt pour la personne que par une adhésion à la politique du régime. »

— Bruno Bertheuil, Une certaine idée des grands hommes… Abel Gance et de Gaulle
La chanson « Je vous déteste, les hommes » est écrite par des hommes dans la réalité (Abel Gance et Raoul Moretti) comme dans la fiction (Indigo). Elle est aujourd'hui utilisée par les misandres.